# Гирфанов, Султан Гирфанович
Султан Гирфанович Гирфанов (3 июля 1913 года — 31 марта 1989 года) — заведующий конефермой колхоза имени Кирова Кигинского района. Герой Социалистического Труда. Участник советско-финской и Великой Отечественной войн.

## Биография
Султан Гирфанович Гирфанов родился 3 июля 1913 г. в с. Еланлино ныне Кигинского района Республики Башкортостан. Образование — среднее.
Трудовую деятельность начал в 1930 г. в колхозе имени Кирова Кигинского района, затем работал конюхом. В 1938 г. назначен бригадиром полеводческой бригады колхоза. В 1939—1940 гг. участвовал в советско-финской войне, в 1941—1942 гг. — в Великой Отечественной войне. После возвращения с фронта по состоянию здоровья работал бригадиром полеводческой бригады в родном колхозе. В 1945—1946 гг. учился в Дуванской одногодичной школе коневодов, по окончании которой назначен заведующим конефермой колхоза.
Благодаря владению основами ветеринарии, анатомии, физиологии и кормления сельскохозяйственных животных, умелой организации труда на ферме С. Г. Гирфанов за короткое время добился высоких производственных показателей в развитии коневодства. За два года поголовье животных увеличилось более чем в два раза. Был введён новый порядок оплаты труда конюхов в зависимости от качества ухода за животными и получения приплода, ежемесячный осмотр коней зоотехником и ветеринаром колхоза. Особое внимание уделялось санитарно-гигиеническим условиям содержания конского поголовья, рациону кормления животных, состоянию инвентаря. Результатом такой умелой организации работы коневодческой фермы явился рост поголовья лошадей и высокая сохранность молодняка: в 1947 г. на ферме, возглавляемой С. Г. Гирфановым, от 28 кобылиц было получено и выращено 28 жеребят.
За получение высокой продуктивности животноводства при выполнении колхозом обязательных поставок сельскохозяйственных продуктов и планов развития животноводства в 1947 г. Указом Президиума Верховного Совета СССР от 27 июля 1948 г. С. Г. Гирфанову присвоено звание Героя Социалистического Труда.
В 1949 г. избран председателем колхоза имени Кирова. С 1954 г. работал агрономом колхоза «Красный Урал», в 1966 г. избран председателем Еланлинского сельсовета. В 1971 г. вышел на пенсию.
Умер 31 марта 1989 г.

## Награды
- Герой Социалистического Труда (1948)
- Орден Ленина (1948)
- Орден Отечественной войны I степени (06.04.1985)[2]
- Орден Славы III степени (06.11.1947)[3]
- Медаль «За боевые заслуги» (13.10.1945)[4]
- Медали

## Память
В целях увековечения памяти С. Г. Гирфанова в с. Еланлино его именем названа улица, установлена мемориальная доска на доме, в котором жил Герой.